# Isaac Massa
Isaac Abrahamsz. Massa (Haarlem, 7 oktober 1586–1643?) was een koopman in graan uit, de eerste Nederlandse diplomaat in, een reiziger naar en kenner van Rusland. Isaac Massa beschreef in zijn Cort Verhael aan stadhouder Maurits een belangrijke periode in de Russische geschiedenis, de Tijd der Troebelen, zowel voor als na de dood van Boris Godoenov.

## Biografie

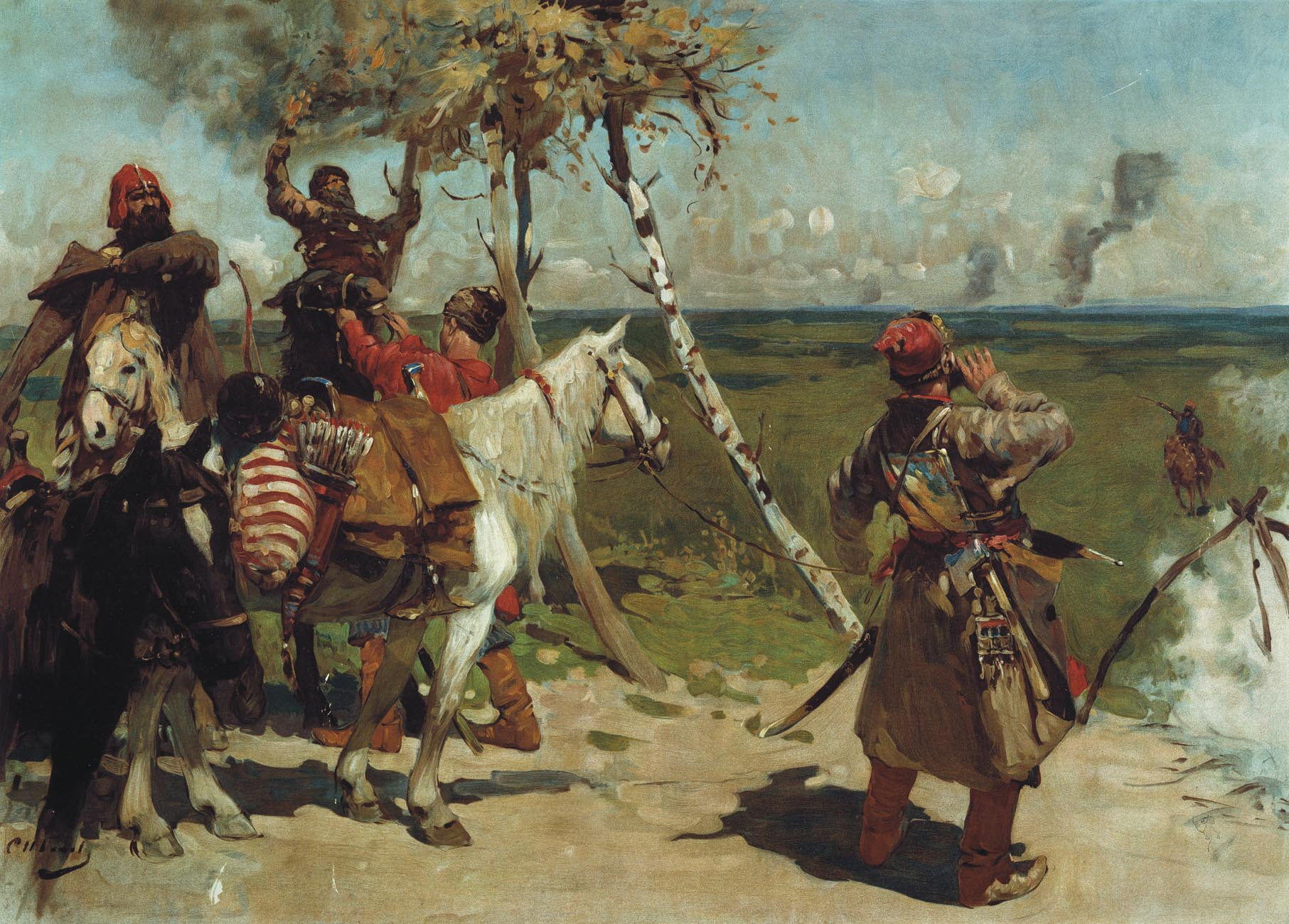
Moskovieten aan de zuidelijke grens door Sergei Ivanov (1864-1910)

Isaacs vader, Abraham Massart (Massaert of Massa), een laken- of zijdehandelaar, kwam uit Thys. Hij vestigde zich in Antwerpen en was na 1585 zoals velen naar de Noordelijke Nederlanden vertrokken. In 1625 schreef Isaac Massa dat hij uit de gegoede familie Valroux stamde. Over de familie is weinig meer bekend dan dat hij vijf zoons en een dochter had. Isaac zou zichzelf hebben leren schrijven. Rond 1600 kwam zijn vader te overlijden.

### Eerste reis

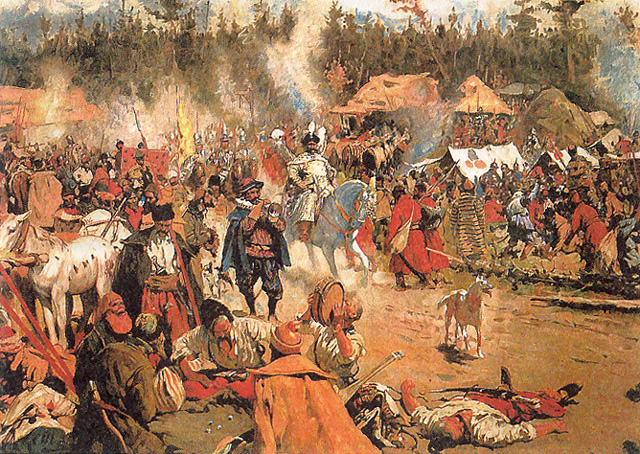
De tijd der troebelen door Sergei Ivanov (1864-1910)

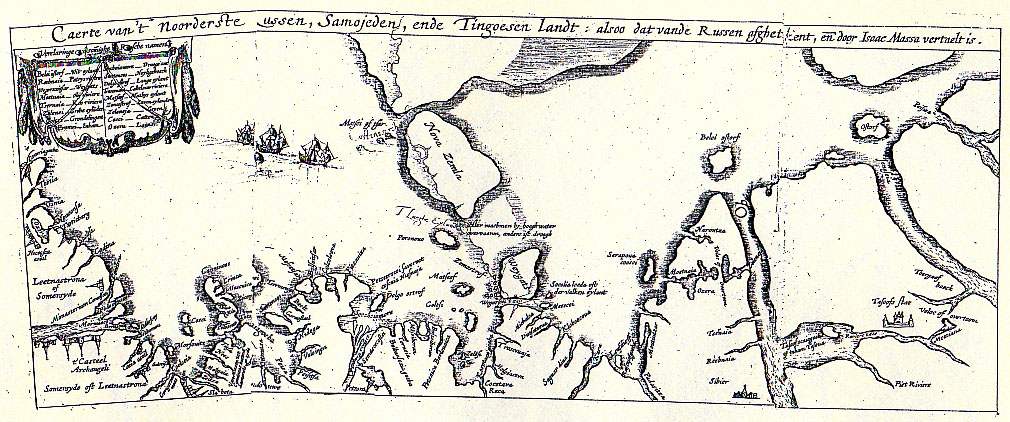
Caerte van't Noorderste Russen, Samojeden, ende Tingoesen Landt. De Tazboezem, Vajgatsj (eiland), en de schiereilanden Jamal en Gyda staan aangegeven

In 1601 werd hij door zijn moeder naar Rusland gestuurd. De nieuwsgierige Massa verzamelde gegevens van Russische ontdekkingsreizigers en leerde Russisch van een edelman, die zich verveelde nadat hij tien jaar eerder bij Tataarse aanvallen gewond was geraakt. Massa vertelde hem over de Opstand, het protestantse geloof en de veroveringen van prins Maurits en schonk hem enkele historische prenten, zoals van de slag bij Turnhout. Toen de man aanbod iets terug te willen geven, vroeg Massa gewiekst om een kaart van Moskou, een van de belangrijkste middeleeuwse staatsdocumenten.  Massa beleefde in wat nu heet de Tijd der Troebelen, de snelle opeenvolging van tsaren na de dood van Fjodor I van Rusland, de hongersnood die vier jaar duurde, de vlucht van vele Russen naar Polen, de belegering van Moskou door de Valse Dimitri I en Ivan Bolotnikov en het aantreden van Vasili Sjoejski. Sjoesjki riep Karel IX van Zweden te hulp, toen Moskou in 1608 werd bedreigd in de Pools-Moskovitische Oorlog. Veel buitenlanders verlieten de stad. Massa vertrok naar Archangelsk en keerde terug naar Holland. Hij zou contact hebben gezocht met de rederijkers in Haarlem.
Massa beschreef de verovering van Siberië door Jermak en de wegen van Moskou naar het hoge noorden; de Evenken, bewoners langs de Jenisej. Hij vermeldde dat de familie Stroganov rijk was geworden door daar bont op te kopen. In 1609 weigerde hij met Isaac le Maire in zee te gaan, die door Plancius gepropageerde expeditie naar de Oost om Siberië, door de Noordelijke IJszee wilde uitrusten. Massa veronderstelde dat Amerika aan Azië vastzat.

Het is te overwegen of Amerika in de buurt van China niet aan deze drie delen van de wereld vastzit met een engte net zoals Afrika aan Azië hangt bij de Rode Zee. Dat kan best mogelijk zijn, want de enige bronnen die zeggen dat het daar open is, zijn geschriften van heidenen waarin zij schrijven dat het gescheiden is. Als het open is, moet de Straat zeer smal zijn want ik denk dat het anders onmogelijk is dat er mensen in Amerika gekomen zijn omdat Adam in Azië geschapen is en daar men nergens in de Heilige Schrift leest dat er voor de zondvloed schepen of schuiten waren.

In de Beschrijvinge vander Samoyeden Landt in Tartarien in 1612 uitgegeven door Hessel Gerritsz waren twee artikelen opgenomen van Massa, samen met een verslag van de derde reis van Henry Hudson.

### Tweede reis
Na de dood van Vasili IV van Rusland die werd opgevolgd door Michael I van Rusland zou de politieke situatie aanmerkelijk verbeteren. De Russen zochten steun tegen Polen en Zweden. In 1614 vroeg de stadhouder aan de tsaar toestemming voor Massa om naar Moscovië te reizen en koopwaar naar Armenië en Perzië te vervoeren. Gerrit Jacobsz. Witsen, die samenwerkte met twee neven in de handel op Archangelsk, Reinier Pauw met zijn twee zonen Michiel en Adriaen Pauw en Elias Trip waren bij de aanvraag betrokken. De Amsterdamse kooplieden waren niet alleen geïnteresseerd in de aankoop van graan, maar vooral in de aankoop van ruwe Perzische zijde en edelstenen, die via Archangelsk konden worden uitgevoerd. De Russen waren geïnteresseerd in strategische goederen, zoals lood en buskruit, vanwege de Ingrische Oorlog. Massa propageerde landbouw op de uitgestrekte en vruchtbare bodem, een haven aan de Finse Golf en het aanleggen van een kanaal tussen de Dwina en de Wolga naar de Kaspische Zee.

### Derde en vierde reis

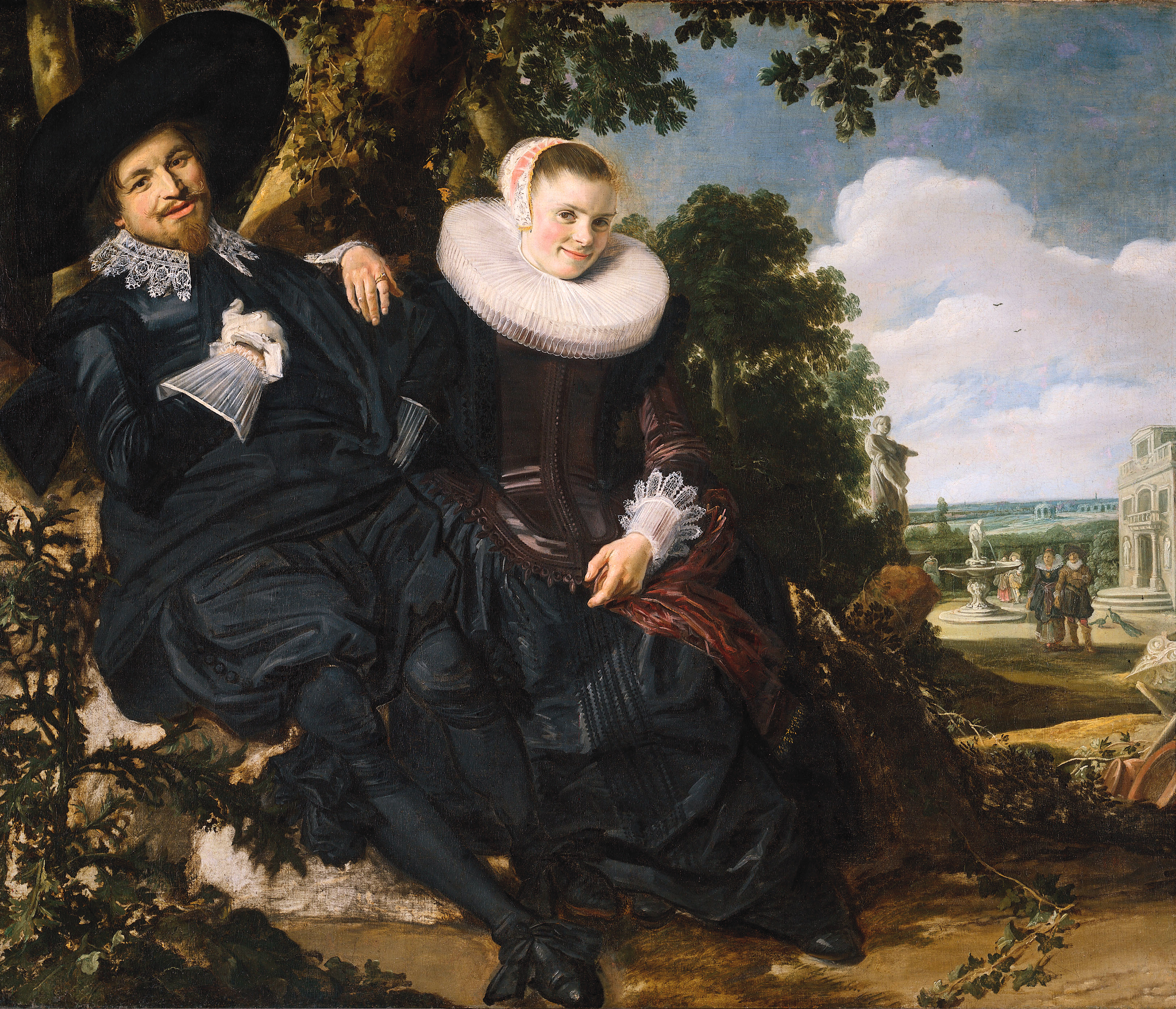
Portret van het echtpaar Isaac Massa en Beatrix van der Laen vroeger beschouwd als een zelfportret van Frans Hals

In 1615 reisde hij met twee Russische gezanten naar Frankrijk als tolk. Hij begeleidde hen naar Rusland en arriveerde in september samen met Job Paludanus in Moskou. Vanwege de onderhandelingen over de Vrede van Stolbovo met Zweden mocht hij met niemand contact hebben. Massa vroeg schadevergoeding aan de Staten-Generaal, kreeg uitbetaald, maar moest hen niet nogmaals lastigvallen. Massa beweerde dat een groot deel van de rijkdom van de Republiek afkomstig was van de handel op Archangelsk.
In 1618 kreeg hij toch een nieuwe missie naar Moskou, want de Engelse kooplieden, verenigd in de Moskovische Handelscompagnie waren in ongenade gevallen. Massa had – ditmaal als agent – een onderhoud met de tsaar en zijn vader Filaret, de metropoliet van Moskou.

Archangelsk brandde in 1619 volledig af, waarbij Massa al zijn goederen verloor. Op zijn terugreis kwam het schip in een zware storm terecht bij Lapland.
Hij trouwde vrijdag 25 april 1622 met Beatrix van der Laen, de dochter van een burgemeester van Haarlem; haar vader was in 1619 uit de vroedschap gezet vanwege Remonstrantse sympathieën. Massa was toen op het hoogtepunt van zijn loopbaan. Frans Hals, een vriend van Massa, schilderde mogelijk hun huwelijksportret.

### Vijfde reis
Filips IV van Spanje probeerde in 1621 Polen over te halen tot een exportverbod van graan door de Nederlanders.
In 1624 was Massa in Moskou en beweerde door de Staten-Generaal als agent naar Rusland te zijn gezonden.
In Zweden probeerde Massa Gustaaf II Adolf van Zweden voor de graanhandel op Rusland te interesseren. Massa zette zijn gecompliceerde betrekkingen met Rusland en Zweden voort en in 1625 werd hij door de Zweedse koning in de adelstand verheven. In 1626 verstuurde hij couranten naar de tsaar.
In 1626 bood Massa de tsaar aan in zijn dienst te treden, want hij wilde graag een diplomatieke post.
Massa trok zich rond 1627 terug op Huis ter Specke het buiten van zijn schoonvader in Lisse, en niet ver van zijn zwager Adriaen Maertensz. Block.

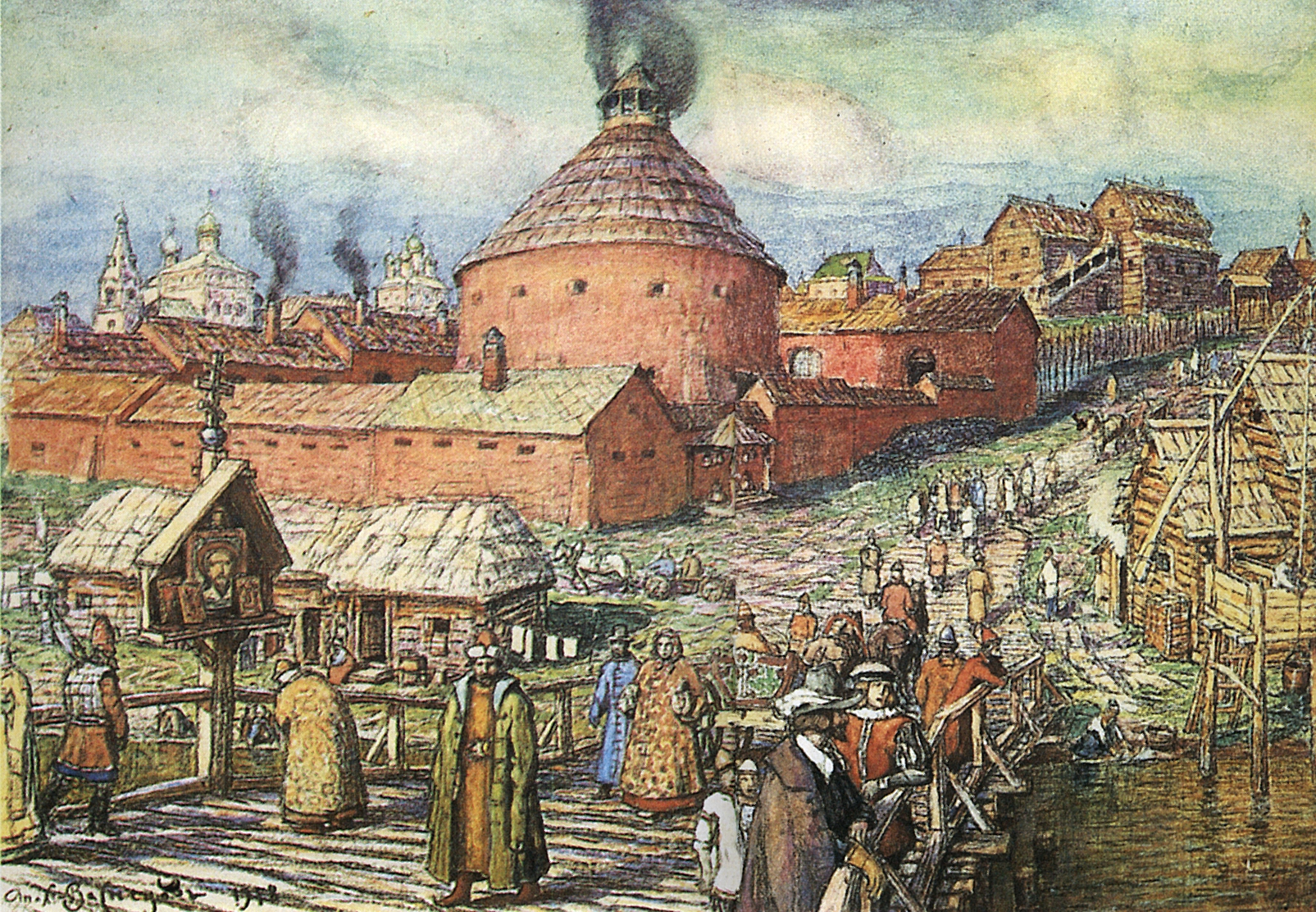
Geromantiseerde voorstelling van Moskou in de 17e eeuw met het Kremlin op de achtergrond, door Apollinari Vasnetsov (1856–1933)

### Zesde reis

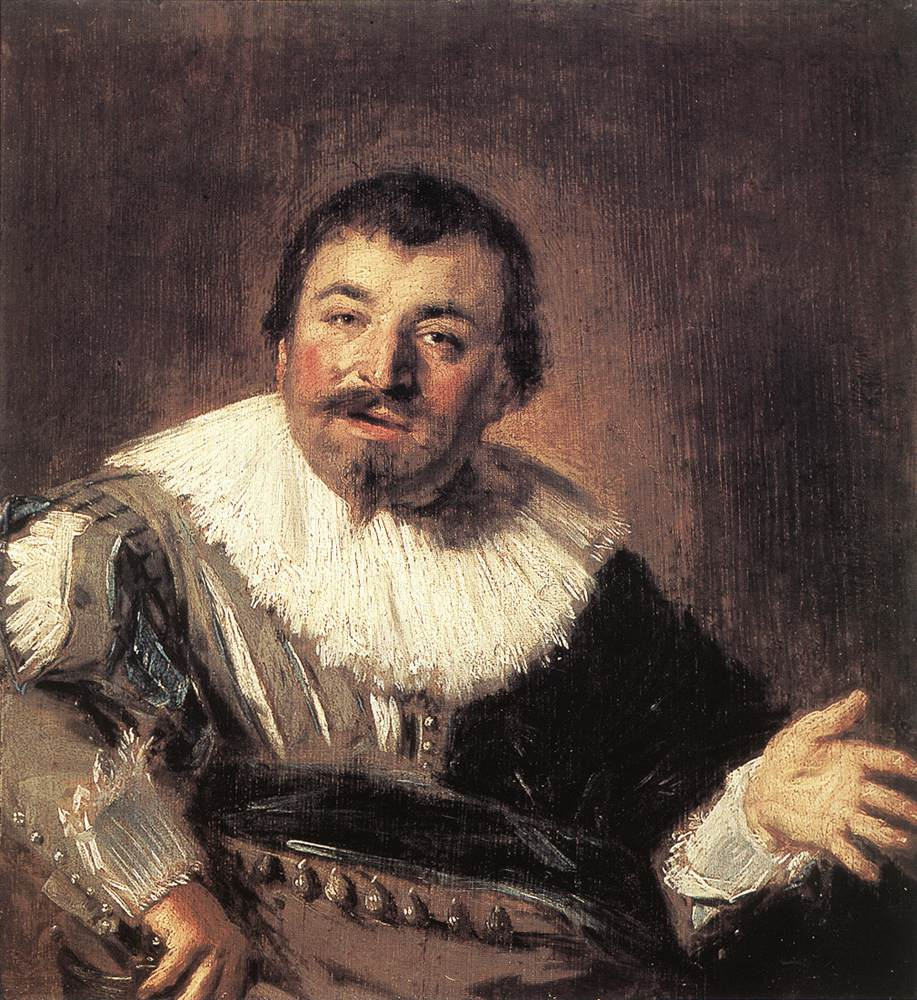
Isaac Massa door Frans Hals in 1635

In 1629 verzocht hij de tsaar hem vrije handel op Rusland toe te staan. Massa pleitte voor Elias Trip, die in het voorafgaande jaar een consortium had opgericht.
Vanwege de Pools-Zweedse Oorlogen kon geen graan worden uitgevoerd vanuit Danzig. Georg Everard van Klenck, zijn tegenstander en rijk geworden in de kaviaarhandel, kreeg toestemming van Filaret om vanuit Rusland tien of twaalf scheepsladingen rogge uit te voeren. Trip exporteerde ijzer naar Rusland en deed alsof hij voor de Zweedse kroon handelde. Massa deed in 1629 mededelingen aan Michaël I van Rusland en zijn vader, Filaret van Moskou, over de binnenlandse politiek van de Republiek. Daarbij probeerde hij concurrenten en persoonlijke tegenstanders zwart te maken.
In 1630 lagen de graanprijzen ook vanwege onderlinge concurrentie uitzonderlijk hoog. Albert Burgh en Johan Veltdriel, burgemeester van Dokkum, vertrokken naar Rusland om een monopolie voor Amsterdam te bepleiten en een goede ligplaats voor de schepen in de Noordelijke Dwina. In 1631 kwam een Russisch gezantschap langs in Den Haag om steun tegen Polen te verwerven. De Russische kooplieden en de tsaar probeerden de handel te beperken door alleen im- en export vanuit Archangelsk toe te staan. Ook andere landen, zoals Zweden, Denemarken en Engeland, aasden op een aandeel. Alleen Adam Olearius wist een handelsovereenkomst te sluiten, iets wat Massa niet was gelukt.

## Familie
In 1639 stierf zijn vrouw en Massa hertrouwde op 22 april 1640 Maria van Wassenbergh. Uit elk huwelijk had hij twee kinderen. Zijn zoon Abraham diende als tolk bij de tweede reis van Burgh naar Moskou; Willem werd notaris in Haarlem; Jacob studeerde in Utrecht. Twee van zijn erfgenamen waren zijn broer Christiaen, koopman op Rusland, wonende in Amsterdam en Susanne, zijn zuster in Den Haag. Zij verkochten een erf aan de moeder van Jan Six. Zijn broer Lambert werd in 1644 begraven.
Massa liet zich twee keer vereeuwigen door Frans Hals. Hij was beschermheer van de Haarlemse schilder Torrentius.

## Werken
- Cort Verhael vande wegen ende rivieren uyt Moscovia
- Wegh-wijser, om te reisen door Moscovien, en de aenhoorige landen (1615)
- Een cort verhael van begin en oorspronck deser tegenwoordighe oorlogen en troeblen in Moscovia totten jahre 1610 onder 't gouvernement van diverse vorsten aldaer, in: M. Obolensky, A. van der Linde, ed., Histoire des guerres de la Moscovie (1601-1610) par Isaac Massa de Haarlem. 2 tom. Bruxelles 1866, I, 1-219 [8o]; in: Skazania inostrannyck pisatelej o Rossii, II. Archeograficeskoj komissiej, ed., Rerum Rossicarum Scriptores Exteri, II. Sint Petersburg 1868.
- Zijn Album Amicorum is in het bezit van de Koninklijke Bibliotheek.[35]